# 新生兒戒斷症狀
新生兒戒斷症狀（英語：Neonatal withdrawal，也稱為新生兒戒斷症候群（neonatal abstinence syndrome (NAS)），或是新生兒鴉片類藥物戒斷症候群（neonatal opioid withdrawal syndrome (NOWS)）），是嬰兒出生後因為曾在子宮內（in utero）接觸成癮的藥物（參見物質依賴）（最常見的是鴉片類藥物）而引起的戒斷症候群。常見的醫學徵象有顫抖、煩躁、嘔吐、腹瀉、和發燒。對NAS做診斷，需要透過詳細的用藥史調查和評分系統。一線治療應從採用非藥物干預方式以支持新生兒生長開始，但在某些情況下則須用藥物干預方式。
在2017年，美國每1,000名住院嬰兒中約有7.3名被診斷出患有NOWS。並非所有曾接觸鴉片類藥物的嬰兒出生之後，都會出現戒斷症狀。臨床症狀從輕微到嚴重不等，會因接觸物質的數量和類型而有不同。
這種戒斷症狀最常發生的原因是胎兒在子宮內曾接觸過成癮藥物，但也可能是在使用藥物治療出生後的危重嬰兒，而後發生的醫源性戒斷症狀。

## 醫學徵象
懷孕期間的婦女攝取藥物和酒精，會帶給胎兒和嬰兒許多健康的問題，也包括NAS在內。臨床症狀通常在出生後48至72小時內出現，但最長的時間可能會達到8天。NAS的醫學徵象會因母親使用的物質而異。
常見NAS的徵象有：
- 由中樞神經系統過度活躍所引起：
  - 顫抖
  - 煩躁（過度情緒性哭泣）
  - 睡眠問題
  - 高亢的哭聲
  - 肌肉緊繃
  - 肌肉張力亢進
  - 癲癇發作（佔比在2%至11%之間），這種臨床症狀存有爭議，因為在經歷鴉片類藥物戒斷症狀的其他群組並不會發生。

- 胃和腸機能亢進引起的體徵：
  - 進食和吸吮反射不良
  - 嘔吐
  - 腹瀉

- 自律神經系統過度活躍而導致的徵象：
  - 發燒
  - 出汗
  - 打哈欠、鼻塞、和打噴嚏
  - 呼吸急促

## 原因
會導致這種症狀的藥物包括鴉片類藥物、選擇性5-羥色胺再攝取抑制劑 (SSRIs)、5-羥色胺和去甲腎上腺素再攝取抑制劑 (SNRIs)、三環類抗抑鬱藥 (TCAs)、乙醇、和苯二氮䓬類藥物。由於近來鴉片類藥物使用者增加，有比其他物質引起較多NAS發生的可能。據稱有60%至80%的NAS發生率與接觸海洛因和美沙酮有關聯，而接觸丁丙諾啡會發生的風險較低。經歷產前古柯鹼曝露的嬰兒並不會導致NAS，嬰兒早產和接觸其他藥物或反而是導致這種症狀的原因。
處方藥和受管制物質誘發NAS的主要機制途徑是由中樞和自律神經系統，以及消化道的過度活躍所造成。有幾種潛在的機制和途徑被提出，包括神經遞質之間的相互作用，和鴉片類藥物受體的充分表達不足。但目前對這項症候群的主要病理生理學仍不清楚。大多數鴉片類藥物誘發的NAS是由於孕婦在懷孕期間為緩解疼痛而誤用、濫用處方類鴉片類藥物，或是使用其他藥物輔助治療鴉片類藥物使用疾患，而接觸到鴉片類藥物所致。

## 診斷
要確認新生兒是否存有戒斷症狀，可透過檢驗母親的詳細病史而獲得。病史包括的有身心健康問題、處方藥和非處方藥的使用、營養補充劑的使用、酒精和物質使用史、童年期逆境、文化和社會信仰、過去的創傷經歷以及是否罹患感染性疾病（例如人類免疫缺陷病毒（HIV）等。由於產婦的病史無法在分娩後立即取得，因此需對嬰兒的尿液、胎糞、臍帶組織、或是毛髮進行一些測試以做確認。採集尿液樣本的時機甚為重要，因為某些藥物經過代謝並從體內排出後可能就無法檢測出。此外，尿液檢驗只能確認胎兒在出生前幾天是否曾接觸過藥物。胎糞檢測可用於確認妊娠早期的藥物暴露，但採集過程會較為困難。臍帶組織檢測是種相對較新的方法，但準確性仍存有爭議。也應採集母親的血液和尿液樣本進行藥物篩檢。透過胸部X光檢查可確認是否嬰兒有心臟缺陷存在。

### 評估
根據嬰兒所在的醫院，有不同的評分系統被用來評估NAS的嚴重程度，和是否需要藥物治療。現有臨床預測工具所面臨的困境是這些工具設計僅提供評估鴉片類藥物戒斷之用。在美國使用最廣泛的預測工具是斐尼根評分系統 (FNASS) 或其修訂版本。FSASS評分系統側重於新生兒鴉片類藥物戒斷症狀的21種體徵，並根據嚴重程度給予0到5的評分。每隔2到4個小時重複測量一次。藥物治療的開始、升級或是降級的分界時間依不同機構決定，各有不同。 根據一項在2019年所做的審查顯示：“大多數採用FSASS評分的機構都要求在嬰兒得到3次FSASS評分，達到≥8分，或是2次評分，達到≥12分後即開始或增加藥物治療。”但FNASS評分存有局限性。重複測量可能會延遲治療，並導致治療的需求會增加。而在評估過程中為一些體徵做評估而需對嬰兒做刺激，而非如非藥物治療過程中所建議的盡量減少刺激。有項研究還顯示FNASS檢測方式“尚未顯示出在改善罹患NAS嬰兒的治療結果方面發揮效用”。

## 預防
母親戒除非法或處方藥物的使用，可防止NAS的發生。在某些情況下，母親在懷孕期間需要停用處方藥以防止嬰兒發生成癮的狀況。早期的產前護理可找出母親和其家庭系統中的成癮行為，而轉介到治療中心是適合做法。在沒有醫療監督的情況下，不應停用某些處方藥，否則可能會造成傷害。突然停藥會導致早產、胎兒併發症、甚至是流產。孕婦被建議與醫療衛生提供者討論藥物、酒精、和烟草的使用，並在適當情況下安排戒除。如果孕婦使用非醫療用藥物、使用不是開立給他們的處方藥或是攝取酒精或烟草，就需要尋求醫療幫助。
有幾種策略可預防NAS的發生，包括：
- 初級預防（參見預防醫學#預防等級）[10]
  - 遵循美國疾病控制與預防中心（CDC）所發佈2016年《處方鴉片類藥物治理慢性疼痛指引》，這項指引提供鴉片類藥物劑量和治療的有效性、益處和風險，以及避免這類藥物濫用的策略[23]
  - 執行美國各州訂立的處方藥監測計劃（英语：prescription monitoring programs）(PDMP)，以防止這類藥物遭到濫用[24]

- 為有鴉片類藥物使用疾患（OUD）的孕婦提供治療[25]
- 利用非藥物干涉策略，把環境刺激因素極小化[12]

然而，對於進行預防措施仍存有障礙，包括在使用的篩檢工具缺乏共識、症狀受到污名化、醫療衛生提供者抱有的偏見、和法律的後果。

## 治療
治療這種症狀依照所涉及的藥物、嬰兒的整體健康狀況、FNASS評分以及嬰兒是否足月出生或是早產而定。建議醫院對有新生兒戒斷症候群風險的嬰兒進行觀察和提供支持。症狀嚴重的嬰兒可能同時需要支持措施以及藥物治療。治療NAS所需的住院時間，可能需要數週或數月。
治療的目標是盡量把負面結果減少，以及促進嬰兒正常發育。可以給嬰兒開立類似於母親在懷孕期間使用的藥物，然後隨著時間的推移而逐漸把劑量降低。這有助於讓嬰兒緩解一些戒斷症狀，之後將成癮戒除。

### 非藥物治療
一線治療應從非藥物干預方式開始，以支持新生兒發育。目前尚難判定在非藥物療法之中，哪一種最為優秀。常見的非藥物治療方法有調整物理環境、襁褓和母乳撫育。

#### 調整物理環境
有NAS症狀的嬰兒可能會對光和聲音過敏。把房間變暗和消除周圍聲音等方式可減輕新生兒受到視覺和聽覺的刺激。

#### 襁褓
襁褓（將嬰兒緊裹在毯子裡）有助改善睡眠、幫助神經和肌肉發育、減輕壓力、並提高動作技能。

#### 母乳撫育
患有NAS的嬰兒可能會出現撫育或是生長緩慢的問題，需要利用高熱量的食物提供更多的營養。少量多次餵食的方式會有幫助。母乳撫育可促進嬰兒的依戀和母嬰間聯繫，並與藥物需求降低有關聯，可降低NAS的嚴重程度，並縮短住院時間。
大多數攝取丁丙諾啡或美沙酮的孕婦可安全地採用母乳撫育嬰兒的方式。母乳中含有低濃度的丁丙諾啡和美沙酮，這種狀況可減少嬰兒的NAS醫學徵象，有可能會縮短治療時間。但也有一些例外情況，而導致母乳撫育方式不安全，例如母親呈HIV陽性，和有街頭攝取藥物歷史、或是攝取多種非法藥物。

### 藥物治療
雖然非藥物干預是一線治療，但在適當和在指導的情況下，藥物干預可把新生兒戒斷症狀改善。
常見的用藥方法有：

#### 鴉片類藥物
鴉片類藥物顯示可把症狀改善至臨床安全的水準，且不會影響到住院時間。通常採用漸進減量的方式把嬰兒的症狀戒除。

#### 鎮靜劑
苯巴比妥或地西泮等鎮靜劑與鴉片類藥物相比，在控制症狀方面的效果較差，但可縮短住院時間。

#### 可樂定
可樂定與鴉片類藥物相比，在改善臨床症狀方面效果類似。
再利用額外藥物以緩解發燒、癲癇發作、體重減輕、或是脫水的情況。在2021年所做的一項系統綜述發現，有較薄弱的證據顯示苯巴比妥會延長住院時間，但可讓體重恢復速度較快。這項薄弱的證據還顯示苯巴比妥與地西泮和氯丙嗪相比，可把治療失敗率降低。也有較薄弱的證據顯示，同時使用可樂定和鴉片類藥物治療與同時使用苯巴比妥和鴉片類藥物相比，住院天數會有所增加。

## 結果
一項在2018年發表的系統綜述與綜合分析報告稱，被診斷患有NAS的新生兒，住院時有母親及家人陪伴時，與採用加護病房治療方式相比，使用藥物治療的機會可減少，而且住院的時間會較短，整體成本較低。
目前數據有限，需要進行更多研究以正確評估先前診斷有NAS的兒童的長期結果。 可能需要長期監測，直到他們進入青少年時期，因為在2019年進行的一項綜合分析發現曾患有NAS的人，會有證據顯示NAS會導致認知和身體上長期的副作用。

## 流行病學

### 美國
2012年曾進行一項研究，對來自44個州的4,121家醫院中，740萬例出院患者的資料做分析，以衡量過去10年與NAS相關的趨勢和成本。該項研究顯示在2000年至2009年期間，使用鴉片類藥物的孕婦人數從每年每1,000名住院分娩中有1.19人，增加到5.63人。
CDC在2017年報告稱不分州或人口學群體，NAS的診斷增加到每1,000名新生兒中有7例。此外，CDC在2019年報告說，有7%的孕婦自我報告在懷孕期間的某個時段曾經使用過鴉片類藥物。
一份在2018年發表有關NAS的評論報告指出，有關NAS的流行病學模式在不斷變化和演變。鴉片類藥物仍然是NAS診斷中最常見到的藥物，但在某些情況下，鴉片類藥物並非嬰兒在懷孕期間接觸的唯一藥物。 NAS在鄉下地區的診斷與城市地區相比，會有較高的比率。隨著流行病學的不斷變化和發展，需要進行更多的研究，並把治療方式標準化。

### 其他
由加拿大非營利組織薩克齊萬預防研究所（Saskatchewan Prevention Institute）發表的2020年文獻綜述報告稱，在過去10年中，英國、西澳大利亞州、和加拿大的NAS案例顯著增加，並指出當前的統計數據可能被低估，因為與診斷相關的污名，或是不同機構之間存有協議而不願意報告這種案例。從2016年到2017年，加拿大報告的NAS診斷案例總共有1,850件。